# Sven Modin
Sven Axel Harald Modin, född 31 mars 1910 i Johannes församling i Stockholm, död 11 januari 1981 i Gamla Uppsala församling, var en svensk teletekniker och målare.
Han var son till affärsmannen Axel Vallin och Helga Modin samt från 1948 gift med Anna Lisa Jansson. Modin var som konstnär autodidakt och företog ett stort antal studieresor i Europa bland annat till Paris, Madrid och de Nordiska länderna. Separat ställde han i bland annat Öregrund. Han medverkade sporadiskt i ett flertal samlingsutställningar med olika lokala konstföreningar och mer regelbundet i Uplands konstförenings utställningar i Uppsala och Gävle. För Folkets hus i Uppsala utförde han en målning med Uppsalamotiv. Hans konst består av figurer, stilleben och landskapsskildringar utförda i olja, pastell, akvarell eller gouache.